# Vahlde
Vahlde er en kommune med godt 650 indbyggere (2013) i Samtgemeinde Fintel i den sydøstlige del af Landkreis Rotenburg (Wümme), i den nordlige del af den tyske delstat Niedersachsen.

## Geografi
Gennem kommunen løber vandløbene Fintau og Ruschwede, der vest for Vahlde løber sammen og fortsætter med navnet Fintau. I kommunen ligger ud over hovedbyen Vahlde landsbyerne Benkeloh og Riepe. Kommunen er hovedsageligt præget af landbrug
De tre kommunedele ligger i to adskilte områder. I den sydlige del ligger hovedbyen Vahlde og landsbyen Benkeloh. Bydelen Riepe ligger mod nord i en eksklave i kommunen Lauenbrück .